# Hylesia nigripes
Hylesia nigripes är en fjärilsart som beskrevs av Max Wilhelm Karl Draudt 1929. Hylesia nigripes ingår i släktet Hylesia och familjen påfågelsspinnare. Inga underarter finns listade i Catalogue of Life.